# Emeritio
Emeritio ist ein 2013 gegründeter Zusammenschluss von emeritierten Professoren, die älter als 60 Jahre sind und ihr Wissen breiten Kreisen der Gesellschaft vermitteln möchten.

## Rechtsform
Emeritio ist ein 2013 aufgelegtes Projekt des akademischen Beirats der Textonia GmbH.
Es wird teilweise durch das Ministerium für Landesentwicklung und Verkehr des Landes Sachsen-Anhalt gefördert.
Die Textonia GmbH ist ein Sozialunternehmen.
Sie wurde 2011 gegründet, um das Fachwissen von Akademikern im Ruhestand zu nutzen.
Vertretungsberechtigter Geschäftsführer und Koordinator ist Tino Grosche.
An dem Projekt teilnehmen können Hochschullehrer, die älter als 60 Jahre sind und sich im Ruhestand befinden oder kurz davor stehen.
Die Mitgliedschaft ist kostenlos.

## Aktivitäten
- Hilfestellungen für Neuankömmlinge in Deutschland mit wissenschaftlicher Qualifikation, Einstieg ins Arbeitsleben, Vermittlung von Arbeitsplätzen in Wirtschaft und Verwaltung in Zusammenarbeit mit der Hochschule Magdeburg-Stendal.
- Hilfestellungen für ältere Bürger im ländlichen Raum bei der Wahrnehmung moderner Angebote wie z. B. der Darmkrebsvorsorgeuntersuchung.
- Vortragsreihe Forschung verstehen zusammen mit dem Museum für Naturkunde Magdeburg zur leicht verständlichen Vermittlung wissenschaftlicher Forschungen an breite Bevölkerungsschichten.
- Moderation von geführten Spaziergängen im Kloster Unser Lieben Frauen in Magdeburg, bei denen grundlegende Lebens- und Daseinsfragen diskutiert werden.
- Gesprächsreihe in der Vordenker aus Wissenschaft, Politik und Gesellschaft über die großen Fragen der Menschheit nachdenken.[2]
- Veranstaltungsreihe „Wir können was bewegen“ verbunden mit der Frage „Wie wollen wir leben – heute, morgen, übermorgen?“[3]
- Monatliche Treffen, auf denen die Wissenschaftler über aktuelle politische und gesellschaftliche Prozesse diskutieren.[4]
- Berliner Runde, Treffen mit Bundespolitikern.[8]

## Mitglieder (Auswahl)
Emeritio hat ungefähr 50 Mitglieder.
Auf der Homepage von Emeritio und in der Zeitschrift Magdeburg Kompakt, Nr. 38 von 2014, Artikel: "Rat der Weisen" sind einige Mitglieder aufgeführt (Stand: 2020, alles emeritierte Professoren mit Doktor-Titel):
- Norbert Bannert (* 11. Mai 1934, † 9. April 2023), Kinderarzt[11]
- Hans-Gert Bernstein (* 15. Juli 1950), Neurobiologe
- Bernhard Bogerts (* 1. Juni 1948), Psychiater und Hirnforscher
- Walter Brandstädter (* 21. Oktober 1931, † 13. September 2023), Transfusionsmediziner und ärztlicher Standespolitiker
- Eberhard Canzler (* 23. Mai 1937), Gynäkologe[12]
- Erhard Forndran (* 26. Januar 1938, † 10. April 2018), Politikwissenschaftler
- Bernd Freigang (* 10. April 1941), Arzt[13]
- Jürgen Gedschold, Kinderarzt
- Klaus Louis Gerlach (* 7. April 1947), Mund-, Kiefer- und Gesichtschirurgie[14][15]
- Renate Girmes (* 1952), Bildungswissenschaften[16][17]
- Gudrun Goes, Slawistik
- Henning Graßhoff, Arzt
- Peter Hauptmann (* 24. Juli 1944), Elektrotechnik[18][19]
- Wolfgang Heckmann (* 10. März 1946, † 22. November 2019), Psychologe[20][21]
- Marcell Heim (* 6. April 1950), Arzt[22]
- Siegfried Kläger (18. Oktober 1936), Maschinenbau[23]
- Horst Köditz (* 6. Mai 1931, † 16. April 2017), Kinderarzt
- Friedrich Krause (* 31. Oktober 1938), Maschinenbau[24]
- Hans Lippert (* 15. September 1945), Chirurg[25]
- Carlos Melches (* 11. Oktober 1956), Spanisch und Kommunikation[26]
- Lothar Mörl (* 12. November 1940), Maschinenbau[27]
- Adolf Neubauer (* 14. November 1938, † 11. April 2020), Maschinenbau[28][29][30]
- Peter Neumann (* 30. November 1941, † 2. Oktober 2023), Elektrotechnik
- Wolfram Neumann (* 1943), Orthopädie
- Viktor Otte (* 1942), Maschinenbau[31]
- Karl-Otto Prietzel (* 28. August 1936), Maschinenbau[32]
- Herwart Schenk (* 26. März 1941, † 28. September 2018), Arzt[33]
- Peter Schönfeld, Biochemie
- Bernd Schütze (* 8. Dezember 1938)[34]
- Hellmut von Specht (* 8. September 1941), Physik[35][36]
- Volker Steinbicker (* 17. Februar 1939), Arzt[10][37]
- Matthias Springer (* 5. Dezember 1942), Mittelalterhistoriker
- Heribert Stroppe (* 11. November 1932, † 7. Dezember 2017), Physik[38]
- Reinhard Szibor (* 20. März 1945), Genetik[39]
- Mathias Tullner (* 27. Mai 1944), Historiker
- Gerald Wolf (* 22. Februar 1943), Neurobiologe
- Lutz Wisweh, Fertigungsmesstechnik[9]